# Christopher Dark
Christopher Dark (New York, 21 aprile 1920 – Hollywood, 10 ottobre 1971) è stato un attore statunitense.
Ha recitato in 19 film dal 1950 al 1971 ed è apparso in oltre cento produzioni televisive dal 1953 al 1971. È stato accreditato anche con il nome Chris Dark.

## Biografia
Christopher Dark nacque nel Bronx, a New York, il 21 aprile 1920.
Recitò nel 1950, non accreditato, nel film Accadde in settembre e in televisione nell'episodio Trained for Murder della serie televisiva Mr. & Mrs. North, andato in onda il 12 giugno 1953, nel ruolo di  Joe Stone. Per la televisione, interpretò, tra gli altri, il ruolo del sergente Al Zavala in 4 episodi della serie televisiva Code 3 nel 1957, di Doc Holliday in un episodio della serie Bonanza nel 1963 (più altri tre episodi con altri ruoli) e numerosi altri ruoli secondari in molte serie televisive dagli anni 50 agli inizi degli anni 70, tra cui diverse serie antologiche e serie del genere western. Per il cinema interpretò il personaggio di Hank Jaffe nel film del 1956 Mondo senza fine e il soldato Searcy nel film La tua pelle o la mia di Frank Sinatra del 1965.
La sua ultima apparizione sul piccolo schermo avvenne nell'episodio Death Chain della serie televisiva Cannon, andato in onda il 21 settembre 1971, che lo vede nel ruolo del sergente Jack Rissmiller, mentre per il grande schermo l'ultima interpretazione risale al film L'ultimo eroe del West del 1971 in cui interpreta un giocatore di carte.
Morì per un attacco di cuore a Hollywood, in California, il 10 ottobre 1971, a 51 anni, e fu seppellito all'Holy Cross Cemetery di Culver City.

## Filmografia

### Cinema
- Accadde in settembre (September Affair), regia di William Dieterle (1950)
- I pirati dei sette mari (Raiders of the Seven Seas), regia di Sidney Salkow (1953)
- Il segreto del Sahara (The Steel Lady), regia di Ewald André Dupont (1953)
- Gangsters in agguato (Suddenly), regia di Lewis Allen (1954)
- Diana la cortigiana (Diane), regia di David Miller (1956)
- Mondo senza fine (World Without End), regia di Edward Bernds (1956)
- Johnny Concho, regia di Don McGuire (1956)
- Il marchio dell'odio (The Halliday Brand), regia di Joseph H. Lewis (1957)
- Faccia d'angelo (Baby Face Nelson), regia di Don Siegel (1957)
- La legge del fucile (Day of the Badman), regia di Harry Keller (1958)
- Eredità selvaggia (Wild Heritage), regia di Charles F. Haas (1958)
- La trappola del coniglio (The Rabbit Trap), regia di Philip Leacock (1959)
- I perduti dell'isola degli squali (Platinum High School), regia di Charles F. Haas (1960)
- L'oro dei sette santi (Gold of the Seven Saints), regia di Gordon Douglas (1961)
- La conquista del West (How the West Was Won), regia di John Ford, Henry Hathaway, George Marshall (1962)
- Professore a tuttogas (Son of Flubber), regia di Robert Stevenson (1963)
- La tua pelle o la mia (None But the Brave), regia di Frank Sinatra (1965)
- Mash, la guerra privata del sergente O'Farrell (The Private Navy of Sgt. O'Farrell), regia di Frank Tashlin (1968)
- L'ultimo eroe del West (Scandalous John), regia di Robert Butler (1971)

### Televisione
- Mr. & Mrs. North – serie TV, un episodio (1953)
- Letter to Loretta – serie TV, 5 episodi (1953-1956)
- Treasury Men in Action – serie TV, 3 episodi (1954-1955)
- Il cavaliere solitario (The Lone Ranger) – serie TV, 2 episodi (1954-1955)
- Schlitz Playhouse of Stars – serie TV, 2 episodi (1954-1956)
- Hopalong Cassidy – serie TV, un episodio (1954)
- Four Star Playhouse – serie TV, 6 episodi (1955-1956)
- Scienza e fantasia (Science Fiction Theatre) – serie TV, episodi 1x12-2x06-2x09 (1955-1956)
- Crossroads – serie TV, episodi 1x03-2x02 (1955-1956)
- The Pepsi-Cola Playhouse – serie TV, un episodio (1955)
- The Public Defender – serie TV, un episodio (1955)
- Medic – serie TV, un episodio (1955)
- Soldiers of Fortune – serie TV, un episodio (1955)
- Stage 7 – serie TV, episodi 1x12-1x16 (1955)
- The Man Behind the Badge – serie TV, 2 episodi (1955)
- Fireside Theatre – serie TV, un episodio (1955)
- Cavalcade of America – serie TV, un episodio (1955)
- The Millionaire – serie TV, un episodio (1955)
- On Trial – serie TV, 2 episodi (1956-1957)
- Broken Arrow – serie TV, 3 episodi (1956-1957)
- The Star and the Story – serie TV, episodi 2x05-2x15 (1956)
- Frontier – serie TV, 2 episodi (1956)
- Chevron Hall of Stars – serie TV, un episodio (1956)
- Richard Diamond (Richard Diamond, Private Detective) – serie TV, 2 episodi (1957-1958)
- Dr. Hudson's Secret Journal – serie TV, 2 episodi (1957)
- State Trooper – serie TV, un episodio (1957)
- Navy Log – serie TV, episodio 2x14 (1957)
- The Web – serie TV, un episodio (1957)
- Telephone Time – serie TV, episodio 3x05 (1957)
- Code 3 – serie TV, 4 episodi (1957)
- The Silent Service – serie TV, 2 episodi (1957)
- Tombstone Territory – serie TV, un episodio (1957)
- Avventure in fondo al mare (Sea Hunt) – serie TV, 3 episodi (1958-1959)
- Colt.45 – serie TV, un episodio (1958)
- Trackdown – serie TV, un episodio (1958)
- Man Without a Gun – serie TV, un episodio (1958)
- The Walter Winchell File – serie TV, un episodio (1958)
- Flight – serie TV, 2 episodi (1958)
- Laramie – serie TV, 2 episodi (1959-1961)
- Have Gun - Will Travel – serie TV, 2 episodi (1959-1963)
- Disneyland – serie TV, 4 episodi (1959-1964)
- Bonanza – serie TV, 4 episodi (1959-1967)
- I racconti del West (Zane Grey Theater) – serie TV, un episodio (1959)
- Northwest Passage – serie TV, un episodio (1959)
- Ricercato vivo o morto (Wanted: Dead or Alive) – serie TV, episodio 1x29 (1959)
- The Lineup – serie TV, un episodio (1959)
- The Texan – serie TV, 2 episodi (1959)
- Border Patrol – serie TV, 2 episodi (1959)
- Markham – serie TV, un episodio (1959)
- The Rifleman – serie TV, un episodio (1959)
- The Deputy – serie TV, un episodio (1959)
- Men Into Space – serie TV, episodio 1x03 (1959)
- U.S. Marshal – serie TV, un episodio (1959)
- Gli intoccabili (The Untouchables) – serie TV, 2 episodi (1960-1963)
- Pony Express – serie TV, episodio 1x18 (1960)
- Alcoa Presents: One Step Beyond – serie TV, un episodio (1960)
- Lo sceriffo indiano (Law of the Plainsman) – serie TV, episodio 1x25 (1960)
- Peter Gunn – serie TV, episodio 2x30 (1960)
- Death Valley Days – serie TV, un episodio (1960)
- The Brothers Brannagan – serie TV, un episodio (1960)
- The Islanders – serie TV, un episodio (1960)
- Hong Kong – serie TV, episodio 1x09 (1960)
- Perry Mason – serie TV, un episodio (1960)
- Shotgun Slade – serie TV, un episodio (1961)
- Le grandi fiabe (Shirley Temple's Storybook) – serie TV, un episodio (1961)
- The Jack Benny Program – serie TV, un episodio (1961)
- Ispettore Dante (Dante) – serie TV, episodio 1x19 (1961)
- Carovana (Stagecoach West) – serie TV, episodio 1x25 (1961)
- Il virginiano (The Virginian) – serie TV, 3 episodi (1962-1970)
- Avventure in paradiso (Adventures in Paradise) – serie TV, episodio 3x19 (1962)
- Surfside 6 – serie TV, episodio 2x29 (1962)
- Frontier Circus – serie TV, un episodio (1962)
- Alfred Hitchcock presenta (Alfred Hitchcock Presents) – serie TV, un episodio (1962)
- Alcoa Premiere – serie TV, un episodio (1962)
- Indirizzo permanente (77 Sunset Strip) – serie TV, episodio 5x01 (1962)
- Gunsmoke – serie TV, un episodio (1962)
- Gli uomini della prateria (Rawhide) – serie TV, 4 episodi (1963-1965)
- L'ora di Hitchcock (The Alfred Hitchcock Hour) – serie TV, un episodio (1963)
- The Crisis (Kraft Suspense Theatre) – serie TV, un episodio (1963)
- La legge del Far West (Temple Houston) – serie TV, un episodio (1964)
- Gli inafferrabili (The Rogues) – serie TV, 2 episodi (1965)
- Profiles in Courage – serie TV, un episodio (1965)
- Combat! – serie TV, un episodio (1965)
- The John Forsythe Show – serie TV, un episodio (1965)
- The Smothers Brothers Show – serie TV, un episodio (1965)
- La leggenda di Jesse James (The Legend of Jesse James) – serie TV, un episodio (1966)
- Laredo – serie TV, un episodio (1966)
- Daniel Boone – serie TV, un episodio (1966)
- Kronos - Sfida al passato (The Time Tunnel) – serie TV, episodio 1x08 (1966)
- Il Calabrone Verde (The Green Hornet) – serie TV, 2 episodi (1967)
- Iron Horse – serie TV, episodio 1x28 (1967)
- Mr. Terrific – serie TV, un episodio (1967)
- Tre nipoti e un maggiordomo (Family Affair) – serie TV, episodio 1x30 (1967)
- Bracken's World – serie TV, un episodio (1969)
- Mannix – serie TV, un episodio (1969)
- Ai confini dell'Arizona (The High Chaparral) – serie TV, 2 episodi (1969)
- Adam-12 – serie TV, un episodio (1970)
- La terra dei giganti (Land of the Giants) – serie TV, un episodio (1970)
- Terror in the Sky – film TV (1971)
- Cannon – serie TV, un episodio (1971)
- Love, American Style – serie TV, 2 episodi (1971)